# Pinus roxburghii
Pinus roxburghii là một loài thực vật hạt trần trong họ Thông. Loài này được Sarg. miêu tả khoa học đầu tiên năm 1897.